# Окленд-Сіті (Індіана)
Окленд-Сіті (англ. Oakland City) — місто (англ. city) в США, в окрузі Ґібсон штату Індіана. Населення — 2279 осіб (2020).

## Географія
Окленд-Сіті розташований за координатами 38°20′18″ пн. ш. 87°20′57″ зх. д. / 38.33833° пн. ш. 87.34917° зх. д. (38.338445, -87.349058).  За даними Бюро перепису населення США в 2010 році місто мало площу 2,93 км², з яких 2,93 км² — суходіл та 0,01 км² — водойми. В 2017 році площа становила 2,62 км², з яких 2,62 км² — суходіл та 0,00 км² — водойми.

## Демографія
Згідно з переписом 2010 року, у місті мешкало 2429 осіб у 973 домогосподарствах у складі 568 родин. Густота населення становила 828 осіб/км².  Було 1157 помешкань (394/км²).
Расовий склад населення:
| - 97,2 % — білих - 0,6 % — азіатів - 0,4 % — чорних або афроамериканців - 0,2 % — корінних американців |

До двох чи більше рас належало 1,1 %. Частка іспаномовних становила 2,0 % від усіх жителів.
За віковим діапазоном населення розподілялося таким чином: 20,6 % — особи молодші 18 років, 61,9 % — особи у віці 18—64 років, 17,5 % — особи у віці 65 років та старші. Медіана віку мешканця становила 36,1 року. На 100 осіб жіночої статі у місті припадало 89,5 чоловіків;  на 100 жінок у віці від 18 років та старших — 85,2 чоловіків також старших 18 років.
Середній дохід на одне домашнє господарство  становив 44 608 доларів США (медіана — 35 125), а середній дохід на одну сім'ю — 49 684 долари (медіана — 44 219). Медіана доходів становила 40 750 доларів для чоловіків та 23 063 долари для жінок. За межею бідності перебувало 14,0 % осіб, у тому числі 17,5 % дітей у віці до 18 років та 4,1 % осіб у віці 65 років та старших.
Цивільне працевлаштоване населення становило 1036 осіб. Основні галузі зайнятості: виробництво — 26,0 %, освіта, охорона здоров'я та соціальна допомога — 20,8 %, мистецтво, розваги та відпочинок — 12,7 %, роздрібна торгівля — 10,9 %.